# Axumawit Embaye
Axumawit Embaye (en amárico: አክሱማይት እምባዬ, 18 de octubre de 1994) es una deportista etíope que compite en atletismo, especialista en las Carreras de medio fondo.
Ganó dos medallas de plata en el Campeonato Mundial de Atletismo en Pista Cubierta, en los años 2014 y 2022.

## Palmarés internacional
| Campeonato Mundial en Pista Cubierta | Campeonato Mundial en Pista Cubierta | Campeonato Mundial en Pista Cubierta | Campeonato Mundial en Pista Cubierta |
| Año                                  | Lugar                                | Medalla                              | Prueba                               |
| ------------------------------------ | ------------------------------------ | ------------------------------------ | ------------------------------------ |
| 2014                                 | Sopot (Polonia)                      | Medalla de plata                     | 1500 m                               |
| 2022                                 | Belgrado (Serbia)                    | Medalla de plata                     | 1500 m                               |